# Malibu Ken
Malibu Ken è il primo album eponimo del duo hip hop statunitense Malibu Ken, formato dal rapper Aesop Rock e dal produttore Tobacco, pubblicato nel 2019. Ottiene un punteggio pari a 77/100 su Metacritic.
| Recensione | Giudizio |
| ---------- | -------- |
| AllMusic   | [ 1 ]    |
| Pitchfork  | [ 2 ]    |

## Tracce
Testi di Ian Bavitz, musiche di Tobacco.
1. Corn Maze – 3:23
2. Tuesday – 3:30
3. Save Our Ship – 3:29
4. Sword Box – 4:01
5. Dog Years – 3:05
6. Acid King – 3:32
7. Suicide Big Gulp – 3:30
8. 1+1=13 – 3:46
9. Churro – 2:27
10. Purple Moss – 3:51

## Classifiche settimanali
| Classifica (2019)     | Posizione massima |
| --------------------- | ----------------- |
| Stati Uniti           | 176               |
| US Independent Albums | 6                 |